# Trevor Barry
Trevor George Barry (Nassau, 14 giugno 1983) è un altista bahamense, vincitore della medaglia di bronzo ai Mondiali di Taegu 2011.

## Biografia
Ai mondiali indoor di Istanbul 2012, nonostante il personale ottenuto saltando 2,31 m, non è andato al di là dell'8º posto finale, stessa misura del 3º classificato, in una gara nel complesso mediocre.

## Palmarès
| Anno | Manifestazione          | Sede           | Evento        | Risultato | Prestazione | Note                                     |
| ---- | ----------------------- | -------------- | ------------- | --------- | ----------- | ---------------------------------------- |
| 2008 | Campionati CAC          | Cali           | Salto in alto | Argento   | 2,25 m      |                                          |
| 2009 | Campionati CAC          | L'Avana        | Salto in alto | 4º        | 2,13 m      |                                          |
| 2009 | Mondiali                | Berlino        | Salto in alto | 17º (q)   | 2,24 m      |                                          |
| 2010 | Mondiali indoor         | Doha           | Salto in alto | 11º (q)   | 2,23 m      |                                          |
| 2010 | Giochi CAC              | Mayagüez       | Salto in alto | Argento   | 2,28 m      |                                          |
| 2010 | Giochi del Commonwealth | Delhi          | Salto in alto | Argento   | 2,29 m      | Miglior prestazione personale            |
| 2011 | Campionati CAC          | Mayagüez       | Salto in alto | Oro       | 2,28 m      |                                          |
| 2011 | Mondiali                | Taegu          | Salto in alto | Bronzo    | 2,32 m      | Miglior prestazione personale            |
| 2012 | Mondiali indoor         | Istanbul       | Salto in alto | 8º        | 2,31 m      | Miglior prestazione personale stagionale |
| 2012 | Giochi olimpici         | Londra         | Salto in alto | 16º (q)   | 2,21 m      |                                          |
| 2015 | Campionati NACAC        | San José       | Salto in alto | Argento   | 2,20 m      |                                          |
| 2015 | Mondiali                | Pechino        | Salto in alto | 10º       | 2,25 m      |                                          |
| 2016 | Giochi olimpici         | Rio de Janeiro | Salto in alto | 11º       | 2,25 m      |                                          |